# Это Англия ’86
«Это Англия '86» (англ. This Is England’86; Великобритания, 2010) — мини-сериал (4 части по 60 минут) Тома Харпера и Шейна Медоуза, известного по фильмам «Ботинки мертвеца» и «Комната для Ромео Брасса», является продолжением фильма «Это Англия». Сюжет фильма разворачивается в английском городке в мае 1986 года и рассказывает об английских модах. В 2011 году на экраны вышло продолжение сериала «Это Англия 88».

## История создания
26 августа 2009 года, телеканал «Channel 4» объявил о начале съемок мини-сериала из четырёх частей, это «Англия '86». Большая часть съемок сериала проходили в городе Шеффилд.
Сценарист и режиссёр сериала Шейн Медоуз своё решение войти в этот проект объяснил огромным объёмом материала, задумок и идей, которые были накоплены при работе над фильмом «Это Англия».
Одним из условий «Channel 4» было сокращение банды. Это привело к удалению некоторых персонажей, которые были в фильме: Кез (Киран Хардкастел) и Паб (Софи Эллерби) были вырезаны, а роль Пьюка (Джек О’Коннелл) пришлось сократить.
Мировая премьера состоялась 10 сентября 2010 года.

## Сюжет
Главные герои — группа «модов. Первая серия сериала начинается из последней сцены фильма Это Англия», после чего действие переносится на три года вперед в 1986 год. Если в фильме «Это Англия» сюжет концентрировался на истории Шона (Томас Тургус), то в сериале он всего лишь один из персонажей. Авторы используют несколько сюжетных линий. На первый план выходит несостоявшаяся супружеская пара — Вуди (Джозеф Гилган) и Лол (Вики МакКлюр).
Социальные темы в сериале присутствуют, но не настолько ярко выражены, как в фильме: безработица, кризис в стране, не так давно закончившаяся Фолклендская война, чемпионат мира по футболу. В сериале делается больший упор на тему взросления и личностных отношений, чем на настроения в обществе и политическую жизнь.
Сериал из драмеди в первых двух сериях перерос в драму в последних двух. Финал снова грустный и открытый.

## В ролях
Всех персонажей играют те же актеры, что и в фильме.
В главных ролях:
- Томас Тургус — Шон
- Джозеф Гилган — Вуди
- Вики МакКлюр — Лол
- Стивен Грэм — Комбо
- Эндрю Шим — Милки
- Розамунд Хансон — Смелл
- Шанель Крессвелл — Келли
- Джо Хартли — Синтия
- Эндрю Эллис — Гаджет
- Перри Бенсон — Мегги
- Джордж Ньютон — Банджо
- Майкл Сока — Харви
- Даниэль Уотсон — Трев

## Награды и номинации
- 2011 год — BAFTA (TV): Лучший режиссёр («Это Англия’86»)
- 2011 год — BAFTA (TV): Лучшая женская роль («Это Англия’86»)

## Музыка в сериале
Трек-лист :
1. «Happy Hour» — The Housemartins
2. «Wonderful World, Beautiful People» — Jimmy Cliff
3. «Gadget And Harvey In Garden (Dialogue)» — Andrew Ellis, Michael Socha
4. «My Girl» — Madness
5. «The Bitterest Pill» — The Jam
6. «Solo» — Ludovico Einaudi
7. «Fast Cars» — Buzzcocks
8. «Flip Before Fight (Dialogue)» — Perry Fitzpatrick
9. «All Through The City» — Dr. Feelgood
10. «99 Red Ballons» — Nena
11. «Woody & Squire (Dialogue)» — Joe Gilgun
12. «We’ve Got The World At Our Feet» — 1986 FIFA World Cup Mexico England Squad
13. «Rainmaker» — Spear Of Destiny
14. «Walls Come Tumbling Down» — The Style Council
15. «Ora» — Ludovico Einaudi
16. «Red Red Wine» — UB40
17. «Greeting To The New Brunette» — Billy Bragg
18. «Ying And Yang (Dialogue)» — Hannah Graham
19. «Guava Jelly» — Johnny Nash
20. «Ancora» — Ludovico Einaudi
21. «Give It Up» — Lee Dorsey
22. «It Miek» — Desmond Dekker
23. «Woody & Milk In Bathroom (Dialogue)» — Joe Gilgun, Andrew Shim
24. «Ruler Of My Heart» — Irma Thomas
25. «English Rose» — The Jam
26. «Berlin Song» — Ludovico Einaudi

Дополнительная музыка из сериала:
1. «Man Of The World» — Fleetwood Mac
2. «What difference does it make?» — The Smiths
3. «This Charming Man» — The Smiths
4. «Asleep» — The Smiths
5. «This Is The Day» — The The
6. «Frozen Dub» — Augustus Pablo
7. «There Must Be An Angel (Playing With My Heart)» — Eurythmics
8. «My Own True Love» — Margaret Whiting
9. «Ballblazer» — Peter Langston
10. «Night Train» — The Rudies
11. «Ritornare» — Ludovico Einaudi
12. «Dna» — Ludovico Einaudi
13. «In Vola» — Ludovico Einaudi
14. «The Crane Dance» — Ludovico Einaudi
15. «Nuvole Bianche» — Ludovico Einaudi
16. «Under Me Sleng Teng» — Wayne Smith

Мини-сериал имел средний рейтинг 2500000 зрителей в день, что привело к созданию сиквела. Эти рейтинги были на 38 % выше средних показателей по Channel в вечернее время.
Сцена изнасилования в третьей серии вызвала бурную реакцию на интернет-форумах и на сайтах социальных сетей. После этого «Channel 4» вставил номер горячей линии для людей, подвергающихся насилию, в конце эпизода.